# 60미터 허들

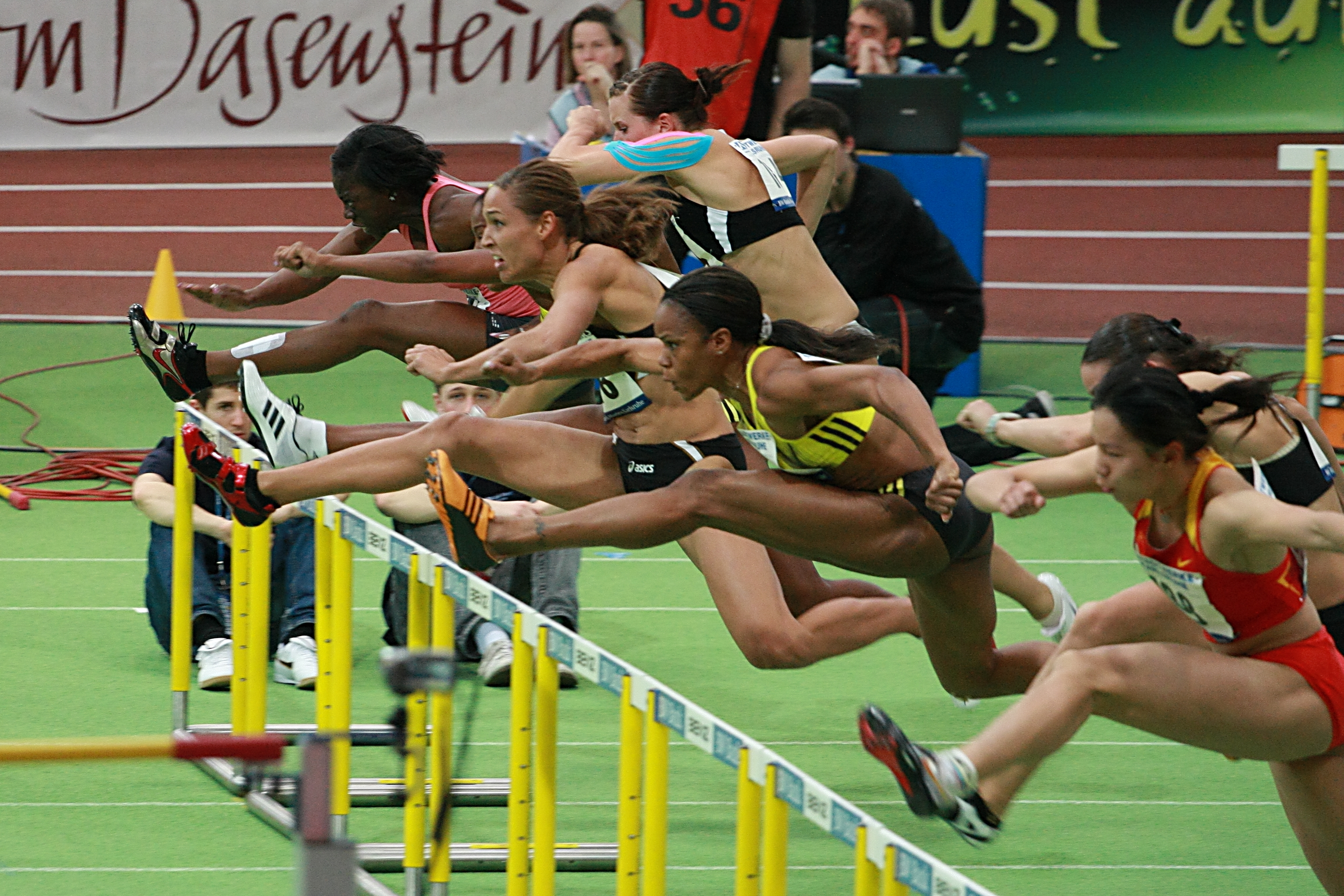
60미터 허들을 달리는 선수들의 모습.

60미터 허들(60 metres hurdles)은 허들이 놓여 있는 60미터를 빨리 달리는 육상 경기 시합이다.

## 관련 선수
- 류샹
- 올가 시시기나
- 콜린 잭슨
- 다이론 로블레스
- 앨런 존슨
- 그레그 포스터
- 로저 킹덤
- 아니에르 가르시아
- 데이비드 올리버
- 마크 매코이
- 에리스 메릿
- 루드밀라 엥크비스트
- 요르단카 돈코바
- 게일 디버스
- 퍼디타 펠리시엔
- 브리기타 부코베츠
- 재키 조이너커시